# محجر ضلاع (صنعاء)

تعديل مصدري - تعديل

حي محجر ضلاع هو أحد أحياء مدينة محافظة أمانة العاصمة، ويتبع إدارياً مديرية معين التابعة لمحافظة أمانة العاصمة اليمنية. يبلغ تعداد سكانه 2329 نسمة حسب التعداد السكاني في اليمن لعام 2004.